# Markus&Markus
Markus&Markus ist eine 2011 in Hildesheim gegründete Performancegruppe.

## Geschichte
Die Gruppe, bestehend aus Lara-Joy Bues (* 1989 in Hannover), Katarina Eckold (* 1976 in Berlin), Markus Schäfer (* 1983 in Reutlingen) und Markus Wenzel (* 1988 in Leipzig) gründete sich an der Universität Hildesheim, wo alle vier Szenische Künste oder Kulturwissenschaften studierten. 2011 entstand die erste Arbeit Polis3000: Autonomia am Theaterhaus Hildesheim. Die Gruppe wurde mit dem Stück beim Hildesheimer Kapitalismusschredder-Festival ausgezeichnet  und zum Festival Theaterszene Europa eingeladen. 2012 folgte Polis3000: Respondemus, das sie im Rahmen des Stückemarkts des Berliner Theatertreffens entwickeln konnten und 2013 Polis3000: Oratorio, das beim Freischwimmer-Festival entstand und zum „Best OFF 2013 – Festival Freier Theater der Stiftung Niedersachsen“ und dem internationalen Festival ARENA der jungen Künste eingeladen wurde. 2014 waren Markus&Markus bei Theater der Welt an Matthias Lilienthals Projekt X-Firmen beteiligt.
Zwischen 2013 und 2015 entstand eine Ibsen-Trilogie: Ihre Arbeiten John Gabriel Borkmann, Gespenster und Peer Gynt sind lose an Henrik Ibsens gleichnamigen Stücken angelegt:

„Ibsen brach Tabus. Er blickte in Wohnzimmer. Er entwickelte aus realen Situationen Dramen. Wenn Ibsen es geschafft hat, die Biografie eines Einzelnen als Inspiration für ein Drama zu verwenden, muss es doch auch möglich sein, dieses Prinzip umzukehren: Dann müssten doch irgendwo die Protagonisten dieser Stücke leben.“

Gespenster wurde 2015 unter anderem zum Impulse- und dem Spielart-Festival eingeladen.

## Auszeichnungen
- 2016: Jurypreis des Best OFF – Festival Freier Theater der Stiftung Niedersachsen[4]
- 2017: Tabori Förderpreis

## Theatrographie (Auswahl)
- 2023: Titanic II, Lichthof Hamburg[5]
- 2021: Die Brieffreundschaft, Festival Perspectives[6], Theaterszene Europa[7]
- 2020: Die Berufung, LOT-Theater Braunschweig[8], Hart am Wind Festival[9]
- 2018: Zwischen den Säulen, Sophiensaele Berlin[10], Impulse Theater Festival[11], Basler Dokumentartage[12], Festival Perspectives
- 2017: Die Rache, Oldenburgisches Staatstheater[13]
- 2015: Ibsen: Peer Gynt, Sophiensaele Berlin, Münchner Kammerspiele[14], Internationales Ibsen-Festival am Nationaltheatret Oslo[15]
- 2015: Ibsen: Gespenster, Theaterhaus Gessnerallee Zürich[16][17], Impulse Theater Festival[18], Künstlerhaus Mousonturm Frankfurt am Main[19], Schwankhalle Bremen[20], Badisches Staatstheater Karlsruhe[21], Forum Freies Theater Düsseldorf[22],
- 2014: Der Ring: Tetralogie, Gründergaragenhof Himmelsbach, Berlin
- 2014: X-Firmen: Stoica&Söhne, Theater der Welt
- 2013: Ibsen: John Gabriel Borkmann, Theaterhaus Hildesheim
- 2012: Polis3000: oratorio, Sophiensaele Berlin, Kampnagel Hamburg, Brut Wien, Gessnerallee Zürich, FFT Düsseldorf, Mousonturm Frankfurt, Ballhof Eins Hannover[23],
- 2012: Polis3000: respondemus, Haus der Berliner Festspiele[24]
- 2011: Polis3000: αὐτονομία, Theaterhaus Hildesheim